# Амаурофилия
Амаурофилията (amaurosis – слепота и philia – влечение) е парафилия, при която хората се възбуждат от партньор, който е неспособен да ги вижда, но сексуалният акт не се отнася до двама незрящи.
Сексуалната игра при двама зрящи може да изисква единия да бъде с плътно затворени очи или с превръзка на очите, невиждайки какво върши партньора. Други се възбуждат от напълно незрящи хора или хора, които не могат да виждат в тъмното. Причините за амаурофилия могат да бъдат ниско самочувствие, свян, религиозни вярвания, чувство за неадекватност.